# Florian Rousseau

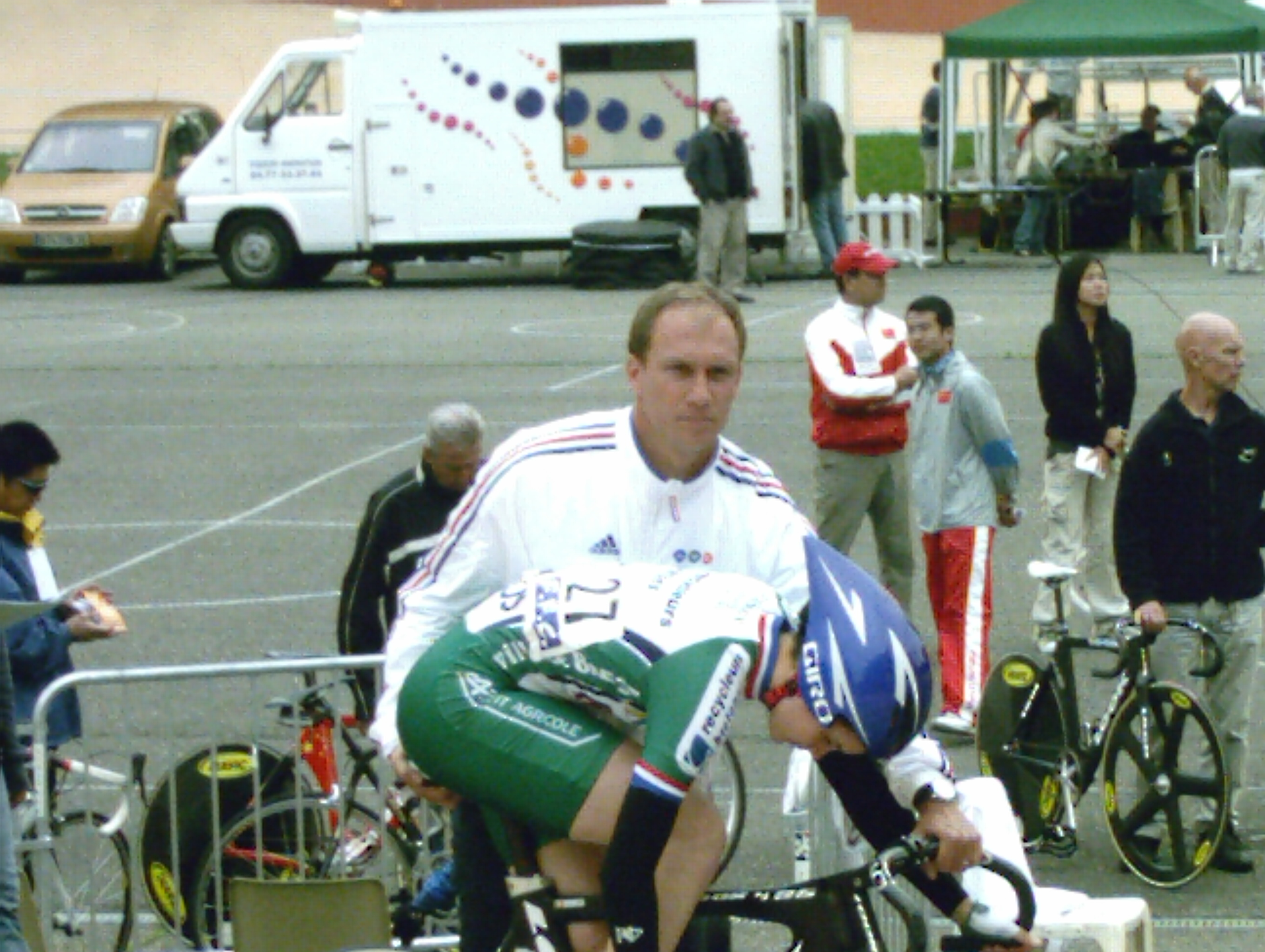
Rousseau als Betreuer auf der Radrennbahn des Parc de la Tête d’Or in Lyon (Frankreich)

Florian Georges Philippe Rousseau (* 3. Februar 1974 in Joinville-le-Pont) ist ein französischer Radsporttrainer. Als Aktiver war er einer der erfolgreichsten Bahnradsportler in den Kurzzeitdisziplinen der 1990er bis in die 2000er Jahre hinein. Er errang drei Olympiasiege und wurde zehn Mal Weltmeister.

## Sportliche Laufbahn
Bei den Olympischen Sommerspielen 1996 in Atlanta gewann Florian Rousseau auf der Bahn im 1000-Meter-Zeitfahren die Goldmedaille in einer Zeit von 1:02,712 Minuten vor dem US-Amerikaner Erin Hartwell. Vier Jahre später, bei den Spielen in Sydney, gewann er zwei Goldmedaillen, im Keirin und im Teamsprint, zusammen mit Laurent Gané und Arnaud Tournant, zudem errang er eine weitere silberne Medaille im Sprint.
Florian Rousseau gewann in Manchester 1996, Perth 1997 und Bordeaux 1998 jeweils die Goldmedaille im Sprint bei UCI-Bahn-Weltmeisterschaften. In den Jahren 1997 bis 2001 wurde Rousseau zudem mit dem französischen Team in unterschiedlicher Besetzung Weltmeister im Teamsprint. 1995 gewann er den Grand Prix de Reims, einen der ältesten Wettkämpfe für Bahnsprinter in Frankreich. Nachdem er nicht für die Olympischen Spiele 2004 in Athen nominiert wurde, beendete er seine Radsportlaufbahn.

## Berufliches
Nach dem Ende seiner Aktiven-Laufbahn war Rousseau von 2005 bis 2013 Trainer der französischen Bahnsprint-Nationalmannschaft. Anschließend wurde er Sportdirektor beim  Institut national du sport et de l’éducation physique (INSEP), um die Teilnahme von französischen Sportlern bei den Olympischen Spielen 2016 in Rio de Janeiro vorzubereiten. Zudem kommentiert er Radrennen für France Télévisions. Seit April 2018 ist er Mitglied einer Athletenkommission unter dem Vorsitz von Martin Fourcade zur Vorbereitung der Olympischen Spiele 2024 in Paris. Im Dezember 2019 wurde er zudem zum Sportdirektor des französischen Leichtathletikverbandes ernannt. Ende 2021 gab der französische Radsportverband bekannt, dass Rousseau als „Directeur du Programme Olympique“ zum Radsport zurückkehre.

## Ehrungen
In seiner Heimatstadt Patay wurde die städtische Mehrzwecksporthalle nach ihm Stade Florian Rousseau benannt.

## Erfolge
1992
- Junioren-Weltmeister – 1000-Meter-Zeitfahren
- Junioren-Weltmeisterschaft – Sprint

1993
- Weltmeister – 1000-Meter-Zeitfahren

1994
- Weltmeister – 1000-Meter-Zeitfahren

1995
- Weltmeisterschaft – 1000-Meter-Zeitfahren, Teamsprint (mit Benoit Vétu und Hervé Thuet)

1996
- Olympiasieger – 1000-Meter-Zeitfahren
- Weltmeister – Sprint
- Weltmeisterschaft – Teamsprint (mit Laurent Gané und Hervé Thuet)
- Französischer Meister – Sprint

1997
- Weltmeister – Sprint, Teamsprint (mit Vincent Le Quellec und Arnaud Tournant)

1998
- Weltmeister – Sprint, Teamsprint (mit Vincent Le Quellec und Arnaud Tournant)
- Weltcup in Berlin – Sprint
- Französischer Meister – Keirin

1999
- Weltmeister – Teamsprint (mit Laurent Gané und Arnaud Tournant)
- Weltmeisterschaft – Sprint

2000
- Olympiasieger – Keirin, Teamsprint (mit Laurent Gané und Arnaud Tournant)
- Olympische Spiele – Sprint
- Weltmeister – Teamsprint (mit Laurent Gané und Arnaud Tournant)
- Französischer Meister – Sprint

2001
- Weltmeister – Teamsprint (mit Laurent Gané und Arnaud Tournant)
- Weltmeisterschaft – Sprint

2002
- Weltmeisterschaft – Sprint